# 아미 송
아미 송(Aimee Song, 1987년 12월 10일 ~ )은 미국의 패션 블로거이다. 2008년부터 블로그 "송 오브 스타일" (Song of Style)을 운영하고 있다. 그녀의 블로그는 매달 200만 뷰 이상을 기록한다. 2015년 BoF 500에 선정되었으며 한국인 아버지인 송씨와 일본인 어머니 사이에서 태어났다.